# Barbara Baynton
Barbara Jane Baynton, née Barbara Lawrence le 4 juin 1857 à Scone en Nouvelle-Galles du Sud (Australie) et morte le 28 mai 1929 à Melbourne, est une écrivaine australienne. Elle publie son premier recueil de nouvelles, Bush Studies (en), en 1902 et son unique roman, Human Toll en 1907 dans lesquels elle décrit la vie des femmes dans le bush australien.

## Biographie
Née en Nouvelle-Galles du Sud en 1857, elle est la fille d'un couple irlandais, John Lawrence, un menuisier et Elizabeth, née Ewart, sa femme, venus en Australie en tant qu'immigrants sur le Royal Consort en novembre 1840. Pourtant, elle raconte pendant sa vie être la fille d'un soldat bengali. Scolarisée à la maison, elle devient finalement gouvernante dans une maison de Quirindi pour celui qui deviendra son premier époux en 1880, Alexander Frater Jr. Sept ans plus tard, il s'enfuit avec sa maîtresse et Barbara Baynton part pour Sydney où elle épouse un chirurgien à la retraite, Thomas Baynton. À cette époque, elle commence à écrire des histoires publiées dans The Bulletin, y décrivant la vie difficile des femmes dans le bush australien, s'inspirant de son histoire personnelle,. Sa première histoire, « The Tramp », est publiée dans l'édition de Noël de décembre 1896 du journal. Celle-ci sera republiée dans le recueil Bush Stories sous le titre « The Choosen Vessel ». Lors des publications australiennes, ses textes sont régulièrement coupés pour coller à la sensibilité de l'époque.
Ne trouvant pas de maison d'édition en Australie, elle profite d'un voyage à Londres pour proposer sa collection de six nouvelles et Bush Studies est finalement publié par Duckworth & Co. en 1902. Parmi les nouvelles du recueil s'en trouvent quatre - dont The Dreamer - qui sont empreintes de gothique et de surnaturel. Selon le critique A. G. Stephens, elle « trop franche pour le public australien », ce qui explique son impossibilité d'être publiée dans le pays. La chercheuse Elizabeth Webby note en 1984 qu'entre le tapuscrit et la version publiée de « Squaeker's Mate », des coupes ont été faites, nombres de pronoms ont été transformés en noms et la fin a été changé.
L'année suivante, Barbara Baynton retourne à Sydney où son époux meurt le 10 juin 1904, la laissant avec 3 871 £. Avec cette somme, elle investit dans la compagnie Law Book Co. of Australiasia Ltd., dont elle intégrera le conseil d'administration quelques années plus tard. Dans le même temps, elle devient antiquaire entre Londres et Sydney et se spécialise dans les opales noires.
En 1907, elle publie son unique roman intitulé Human Toll. Pendant la Première Guerre mondiale, elle ouvre sa maison de Connaught Square aux soldats britanniques et australiens. De cet événement, elle en fera une réédition de Bush Studies appelé Cobbers, avec deux nouvelles supplémentaires dont « Trooper Jim Tasman ».
Le 11 février 1921, elle épouse en Angleterre son troisième époux, Rowland Allanson-Winn (en), le 5e Baron de Headley mais le quitte lorsqu'il refuse de trône d'Albanie et retourne à Melbourne. Pendant plusieurs années, elle écrit des chroniques dans The Sydney Morning Herald sur la condition des femmes.
Barbara Baynton meurt d'une thrombose cérébrale dans sa maison de Toorak, un quartier de Melbourne, le 28 mai 1929. Ses papiers - des lettres, des papiers financiers ainsi que des actes de divorces - sont conservés par la Bibliothèque nationale d'Australie.

## Hommages
Oubliée, elle est redécouverte par le mouvement féministe des années 1980 et saluée comme une pionnière des lettres australiennes du début du XXe siècle.